# Emil Bohinen
Emil Bohinen, né le 12 mars 1999 à Derby en Angleterre, est un footballeur norvégien qui évolue au poste de milieu de terrain au Genoa CFC.

## Biographie

### Stabæk
Emil Bohinen est formé au Stabæk Fotball. Il participe à son premier match en professionnel à l'occasion d'une rencontre d'Eliteserien, le 17 avril 2017, face au Sarpsborg 08 FF. Il entre en jeu lors de ce match qui se solde par la victoire de son équipe (3-0).
Lors de la saison 2019 Bohinen est l'auteur de quatre buts et huit passes décisives toutes compétitions confondues avec Stabæk. Ses performances attirent plusieurs clubs et notamment la formation anglaise de Brighton & Hove.

### CSKA Moscou
Le 15 février 2021, Bohinen rejoint le club russe du CSKA Moscou dans le cadre d'un contrat de quatre ans jusqu'en juin 2025. Il devient à cette occasion le premier joueur norvégien à signer pour le CSKA Moscou.

### US Salernitana
le 31 janvier 2022, Emil Bohinen est prêté jusqu'à la fin de la saison à l'US Salernitana, avec obligation d'achat sous certaines conditions.
Bohinen contribue au maintien de la Salernitana et est acheté définitivement par le club le 29 juin 2022. Il signe alors un contrat courant jusqu'en juin 2026.

### Genoa CFC
Le 17 janvier 2024, lors du mercato hivernal, Emil Bohinen rejoint le Genoa CFC sous la forme d'un prêt jusqu'à la fin de la saison, avec une obligation d'achat selon certaines conditions.

### Frosinone Calcio
Le 3 février 2025, Emil Bohinen rejoint le Frosinone Calcio sous la forme d'un prêt jusqu'à la fin de la saison.

### En équipe nationale
Le 20 novembre 2018 Emil Bohinen joue son premier match avec l'équipe de Norvège espoirs contre la Turquie. Il est titularisé lors de cette rencontre remportée par son équipe sur le score de trois buts à deux. Il inscrit son premier but pour les espoirs le 11 octobre 2019, lors d'un match nul contre la Biélorussie (1-1).

## Vie personnelle
Emil Bohinen est le fils de Lars Bohinen, ancien footballeur international norvégien aujourd'hui entraîneur.

## Statistiques
| Saison                | Club                  | Championnat           | Championnat | Championnat | Coupe(s) nationale(s) | Coupe(s) nationale(s) | Compétition(s) continentale(s) | Compétition(s) continentale(s) | Compétition(s) continentale(s) | Total | Total |
| Saison                | Club                  | Division              | M.          | B.          | M.                    | B.                    | Comp.                          | M.                             | B.                             | M.    | B.    |
| 2017                  | Stabæk Fotball        | Eliteserien           | 3           | 0           | 3                     | 0                     | -                              | -                              | -                              | 6     | 0     |
| 2018                  | Stabæk Fotball        | Eliteserien           | 11          | 0           | 1                     | 0                     | -                              | -                              | -                              | 12    | 0     |
| 2019                  | Stabæk Fotball        | Eliteserien           | 29          | 4           | 2                     | 0                     | -                              | -                              | -                              | 31    | 4     |
| 2020                  | Stabæk Fotball        | Eliteserien           | 24          | 5           | -                     | -                     | -                              | -                              | -                              | 24    | 5     |
| Sous-total            | Sous-total            | Sous-total            | 67          | 9           | 6                     | 0                     | -                              | -                              | -                              | 73    | 9     |
| 2020-2021             | CSKA Moscou           | Premier-Liga          | 4           | 0           | -                     | -                     | -                              | -                              | -                              | 4     | 0     |
| 2021-2022             | CSKA Moscou           | Premier-Liga          | 8           | 1           | 2                     | 1                     | -                              | -                              | -                              | 10    | 2     |
| Sous-total            | Sous-total            | Sous-total            | 12          | 1           | 2                     | 1                     | -                              | 0                              | 0                              | 14    | 2     |
| 2021-2022             | US Salernitana (prêt) | Serie A               | 11          | 0           | -                     | -                     | -                              | -                              | -                              | 11    | 0     |
| 2022-2023             | US Salernitana        | Serie A               | 24          | 0           | 1                     | 0                     | -                              | -                              | -                              | 25    | 0     |
| 2023-2024             | US Salernitana        | Serie A               | 11          | 0           | 1                     | 0                     | -                              | -                              | -                              | 12    | 0     |
| Sous-total            | Sous-total            | Sous-total            | 46          | 0           | 2                     | 0                     | -                              | 0                              | 0                              | 48    | 0     |
| 2023-2024             | Genoa CFC (prêt)      | Serie A               | 1           | 0           | -                     | -                     | -                              | -                              | -                              | 1     | 0     |
| Total sur la carrière | Total sur la carrière | Total sur la carrière | 116         | 10          | 10                    | 1                     | -                              | 0                              | 0                              | 126   | 11    |